# Eberhard Zschimmer
Eberhard Zschimmer (* 4. November 1873 in Weimar; † 15. August 1940 in Ettlingen) war ein deutscher Mineraloge, Ingenieur, Manager, Professor und Autor.

## Leben
Er war Sohn eines Landschaftsmalers und studierte von 1893 bis 1898 in Charlottenburg und bei Gottlob Linck in Jena, wo er 1898 promoviert und Assistent am Mineralogischen Institut Jena wurde. Seit 1899 arbeitete er im Glaswerk Schott u. Gen., später Schott AG in Jena, wo er von 1915 bis 1919 Direktor war. Er erfand das Uviolglas. Im Anschluss wurde er Privatgelehrter in Jena, dann 1922 Privatdozent und 1923 bis 1934 außerordentlicher Professor an der Technischen Hochschule Karlsruhe. In seinen philosophischen Werken vertrat er auf der Grundlage der Philosophie des deutschen Idealismus eine positive Sicht der Technik als schöpferischer Kraft gegenüber technik- und zivilisationskritischen Positionen.

## Schriften
- Deutsche Philosophen der Technik. Enke, Stuttgart 1937.
- Die Logik des wissenschaftlichen Bewußtseins. Enke, Stuttgart 1936.
- Das System Kieselerde Quarzgut und Quarzglas Silikasteine. Enke, Stuttgart 1933.
- Philosophie der Technik. 3., völlig umgearb. Auflage. Enke, Stuttgart 1933.
- Fluor-Opal und die Theorie der Trübgläser für die Beleuchtungstechnik. Müller & Schmidt, Coburg 1930.
- Über Goldrubin. Müller & Schmidt, Coburg 1930.
- Philosophische Briefe an einen Arbeiter.
- Die Glasindustrie in Jena.
- Technik und Idealismus. (1920)
- Philosophie der Technik. Mittler, Berlin 1917; Textarchiv – Internet Archive.
- Philosophie der Technik. Vom Sinn der Technik und Kritik des Unsinns über die Technik. Diederichs, Jena 1914; Textarchiv – Internet Archive.
- Welterlebnis (1909–1913)
- Über neue Glasarten von gesteigerter Ultraviolett-Durchlässigkeit. In: Zeitschrift für Instrumentenkunde, 23, 1903, S. 360–362; Textarchiv – Internet Archive.
- Die Verwitterungsproducte des Magnesiaglimmers und der Zusammenhang zwischen chemischer Zusammensetzung und optischem Achsenwinkel der Glimmer. Inaugural-Dissertation, Jena 1898.
- Die Hyacinthen (Quarze) der Gypse des Röth bei Jena. In: Tschermaks Mineralogische und Petrographische Mitteilungen, 15, 1895, S. 457–465; Textarchiv – Internet Archive.